# Cyrtarachne gilva
Cyrtarachne gilva är en spindelart som beskrevs av Yin och Zhao 1994. Cyrtarachne gilva ingår i släktet Cyrtarachne och familjen hjulspindlar. Inga underarter finns listade i Catalogue of Life.